# Sint-Paulus en Sint-Antoniuskerk
De Sint-Paulus en Sint-Antoniuskerk was een parochiekerk in de Noord-Brabantse plaats Vught, gelegen aan de Esscheweg.

## Geschiedenis
Deze voerde parochiekerk van Vught werd gebouwd in 1954 naar ontwerp van Edmund Nijsten in de stijl van de Bossche School. De kerk werd in 1991 onttrokken aan de eredienst en in hetzelfde jaar gesloopt. De gelovigen gingen voortaan ter kerke in de kleinere Sint-Paulus en Sint-Janskerk.

## Gebouw
Het betrof een langgerekt gebouw onder zadeldak met rechthoekige vensters maar verder met elementen van de Basilicastijl. Men betrad de kerk via een van zuilen voorzien voorportaal. De kerk had geen toren maar een klokkengevel boven het koor en een kruis boven de ingang.